# Sēlpils (stacja kolejowa)
Sēlpils (ros. Селпилс) – stacja kolejowa w miejscowości Sēlpils, w gminie Jēkabpils, na Łotwie. Położona jest na linii Jełgawa - Krustpils.